# Comitatul Bibb, Alabama
Comitatul Bibb, conform originalului din limba engleză, Bibb County (cod FIPS 01 - 007), este unul din cele 67 de comitate ale statului Alabama, Statele Unite ale Americii.